# Independencia (línea C del subte de Buenos Aires)
Independencia es una estación de la línea C de la red de subterráneos de la Ciudad de Buenos Aires ubicada debajo de la calle Bernardo de Irigoyen entre la Avenida Independencia y la calle Estados Unidos, en el límite de los barrios de Constitución y Monserrat. Se puede realizar combinación con la estación homónima de la línea E de subterráneos.
La estación fue construida por la compañía española CHADOPyF e inaugurada el 9 de noviembre de 1934. Tras una explosión que provocó filltraciones de hidrocarburos provenientes de una estación de servicio Shell, en 1979, fue clausurado un pasaje de combinación que permitía llegar de forma directa a los andenes de la línea E.En 1997 fue declarada Monumento Histórico Nacional.

## Decoración

### Murales
La estación posee dos murales cerámicos de 16,30 x 1,8 metros basados en bocetos de Martín S. Noel y Manuel Escasany del año 1934, y realizados por Hijos de Ramos Rejano en Sevilla, España. Ambos pertenecen a la serie Paisajes de España que recorre la línea entera y le dio en sus orígenes el nombre popular de «línea de los españoles»: el que se ubica en el andén hacia Retiro muestra lugares de Granada, Córdoba, Ronda, Palos de la Frontera y Huelva; y el que aparece en el andén opuesto, a Constitución, escenas de Sevilla. 
En 2011 se instaló un mural de 12 x 2 metros, denominado Saliendo del artista Antoni Seguí; como parte de plan SubteVive de la operadora.

### Arte nazarí
En las escaleras que comunican los andenes con la boletería, y en esta última, las paredes están ornamentadas con azulejos cerámicos de un estilo similar al del Reino nazarí de Granada que rezan en árabe "No hay más vencedor que Dios".

## Hitos urbanos
Se encuentran en las cercanías de esta:
- Facultad de Ciencias Sociales (Universidad de Buenos Aires)
- Universidad Argentina de la Empresa
- Universidad Abierta Interamericana
- Facultad de Ingeniería (sede Paseo Colon)
- Universidad Argentina John F. Kennedy
- Plazoleta Alfonso R. Castelao y Provincia de Corrientes
- Comisaría N.º 4 de la Policía Federal Argentina
- Escuela Primaria Común N.º 7 Gral. Güemes
- Centro de Alfabetización, Educación Básica y Trabajo N°49  Rey Jesús
- UGEE N.º 8 Bachillerato Popular de Adultos y Adolescentes Darío Santillán
- Jardín de Infantes Común N.º 3 San Telmo
- Centro Educativo de Nivel Primario N°14 Sindicato de Luz y Fuerza
- Escuela Primaria Común N.º 1 Valentín Gómez
- Servicio Paz y Justicia - Centro de Documentación (SERPAJ)
- Museo Argentino del Títere
- Academia Porteña del Lunfardo

## Imágenes

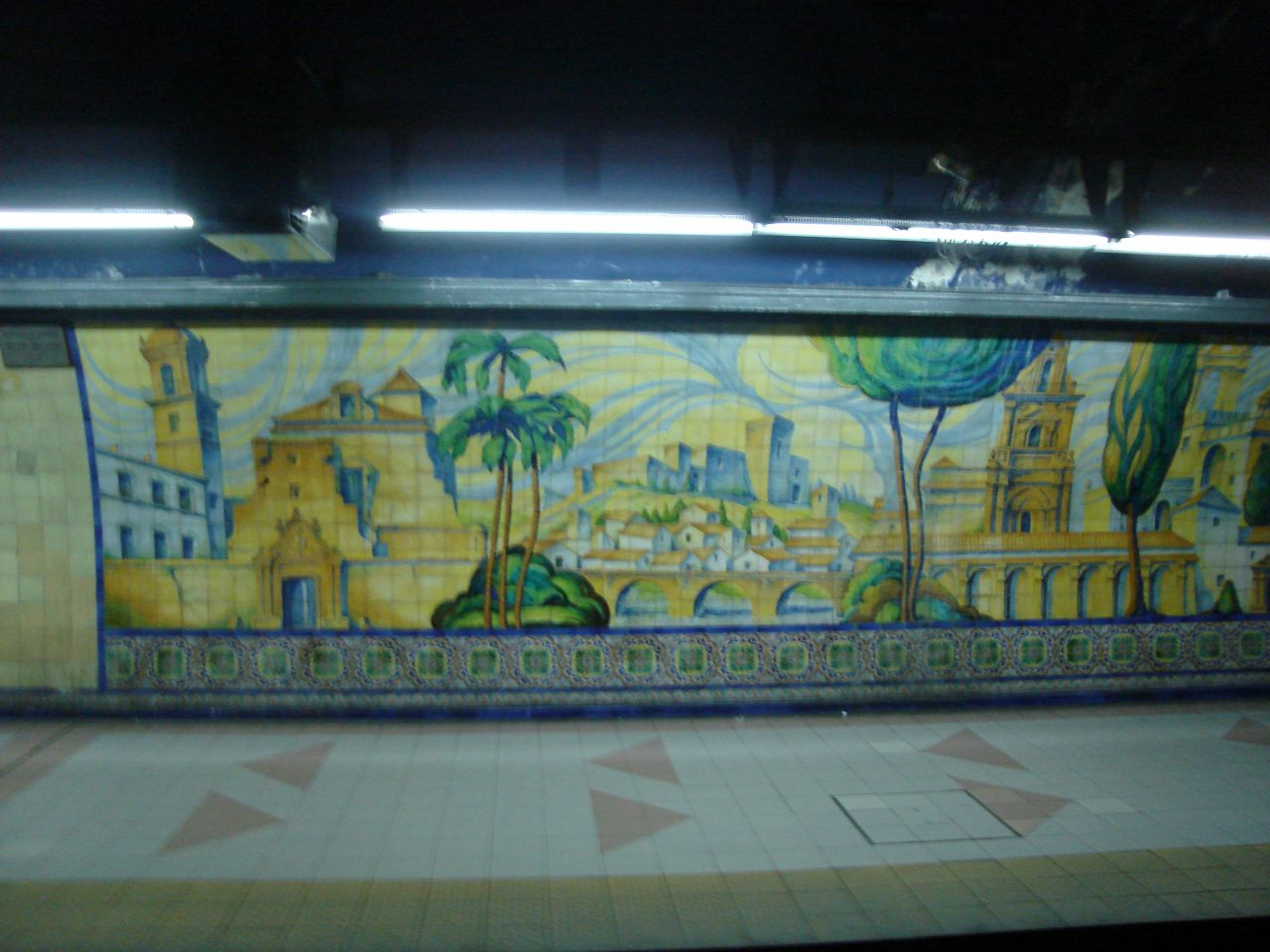
Mural en el andén a Constitución.
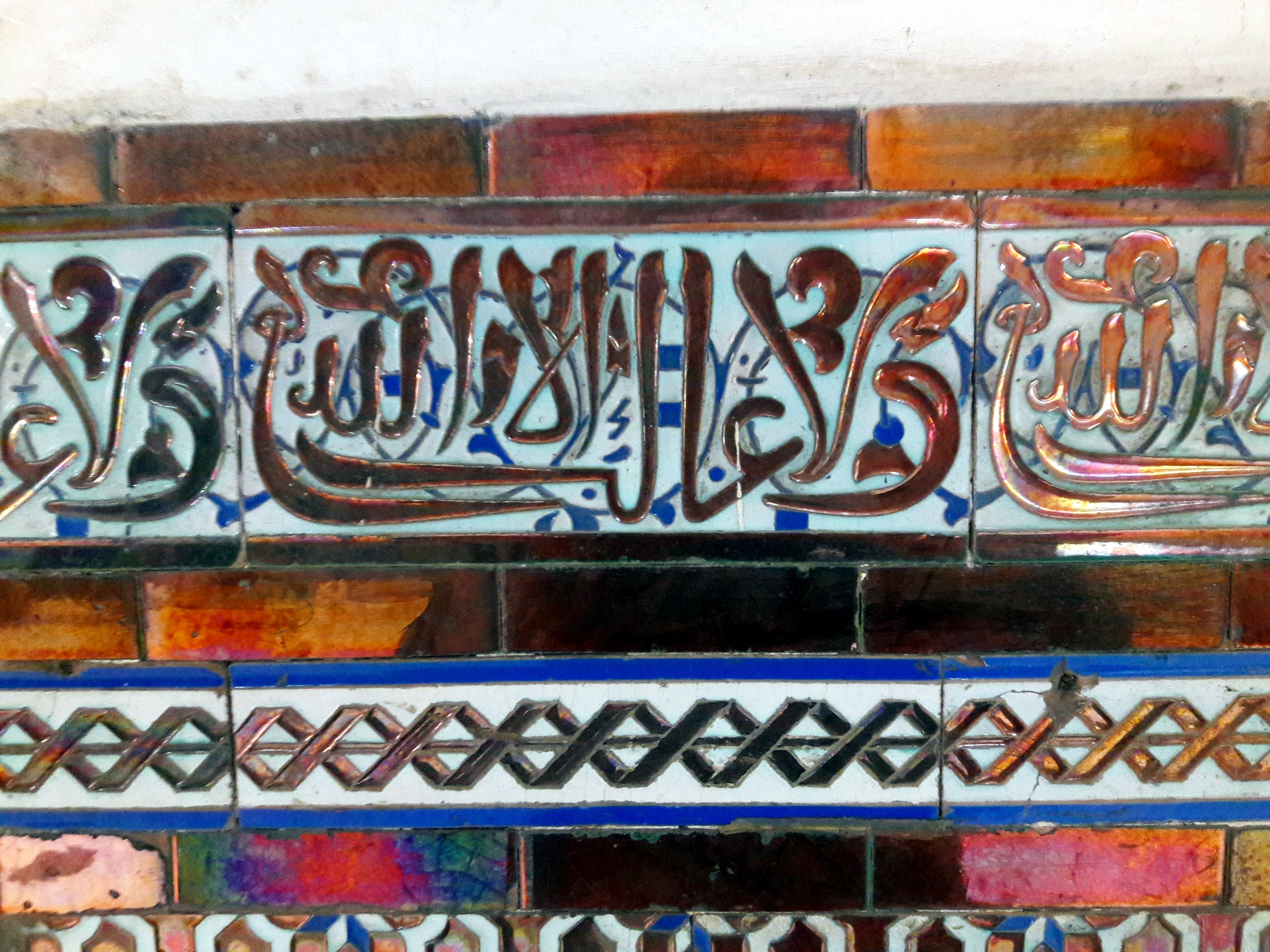
"Nadie vence más que Allah"
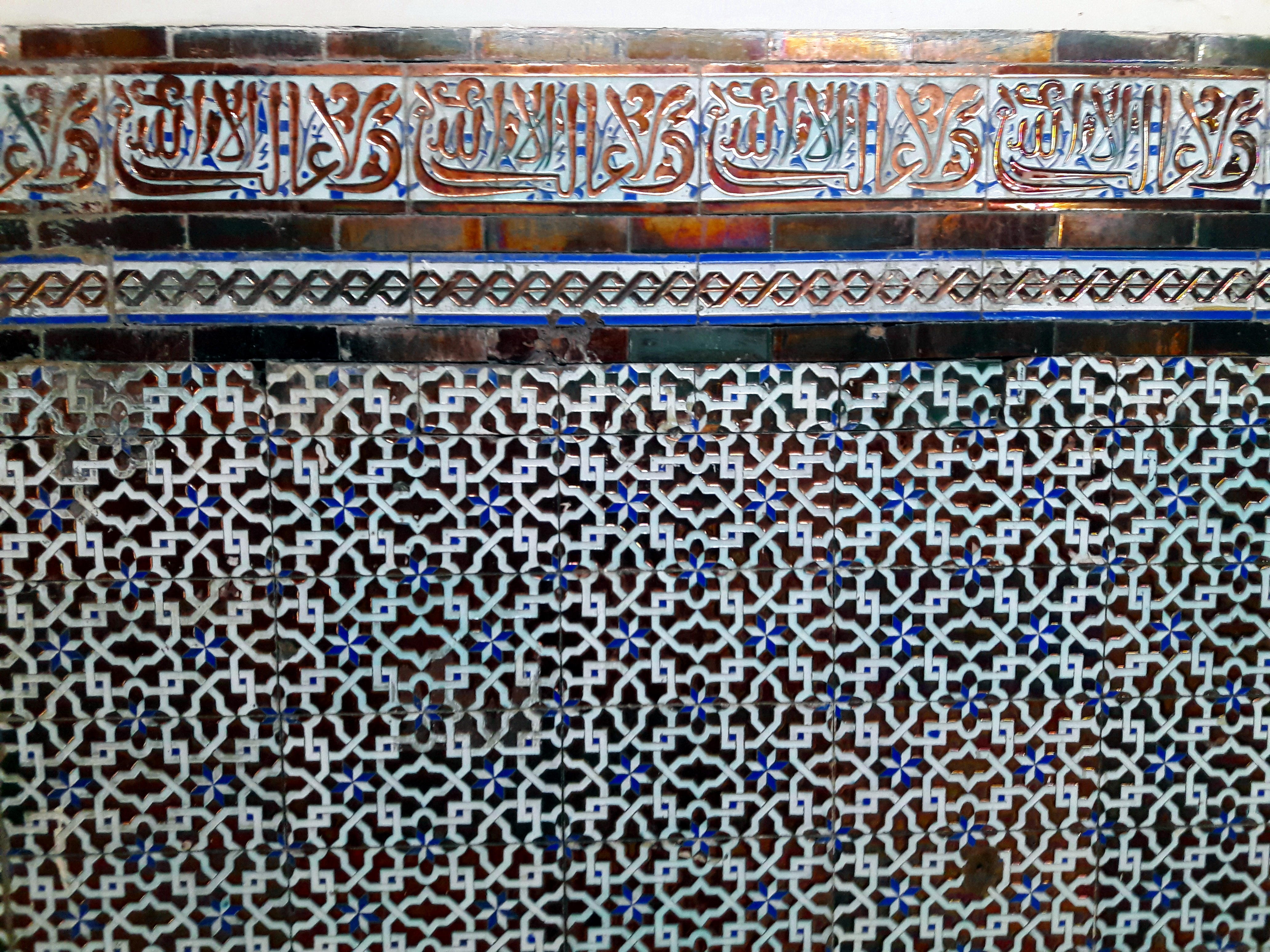
Arte nazarí
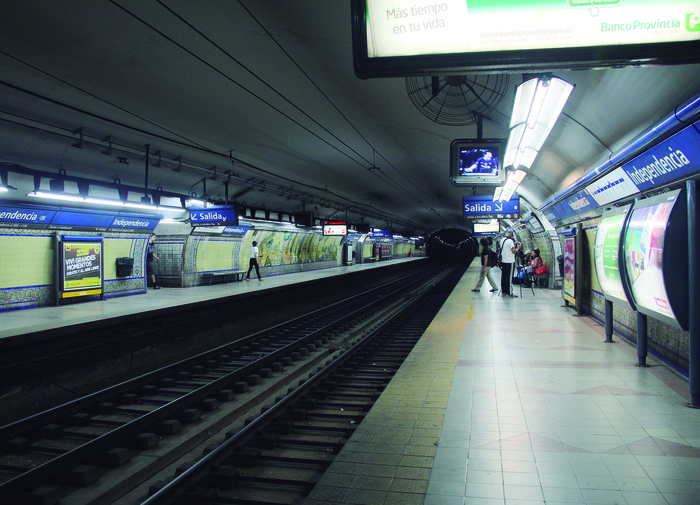
Vista de los andenes en 2014
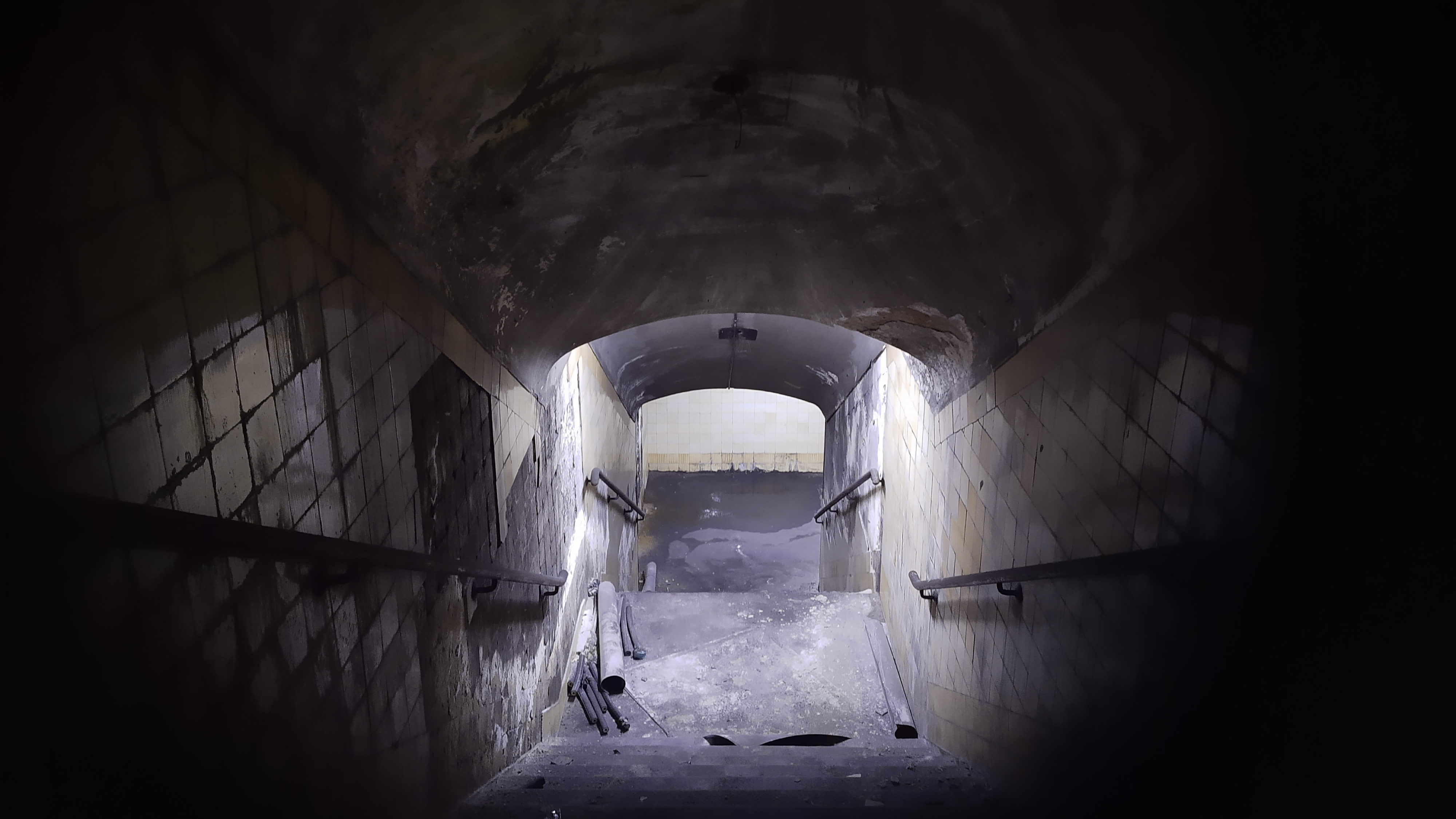
Pasaje de combinación clausurado en 1979 que permitía llegar a la línea E.